# نيك هولدن
نيك هولدن هو لاعب هوكي الجليد كندي، ولد في 15 مايو 1987 في سانت ألبرت في كندا.

## وصلات خارجية
- نيك هولدن على موقع دوري الهوكي الوطني (الإنجليزية)
- نيك هولدن على موقع EliteProspects.com (الإنجليزية)
- نيك هولدن على موقع HockeyDB.com (الإنجليزية)
- نيك هولدن على موقع Hockey-Reference.com (الإنجليزية)